# Tennis Napoli Cup
La Tennis Napoli Cup è un torneo di tennis maschile che si disputa sulla terra rossa. Nel 2022 ha fatto parte dell'ATP Tour 250, è stato organizzato dal Tennis Club Napoli e si disputava sui campi del Club e alla Arena del Tennis di Napoli in Italia. Dal 1995 al 2021 il torneo è stato organico al circuito ATP Challenger e dal 2024 fa di nuovo parte del circuito ATP Challenger Tour e si gioca sui campi in terra rossa del Tennis Club Napoli.

## Storia

### Prime edizioni

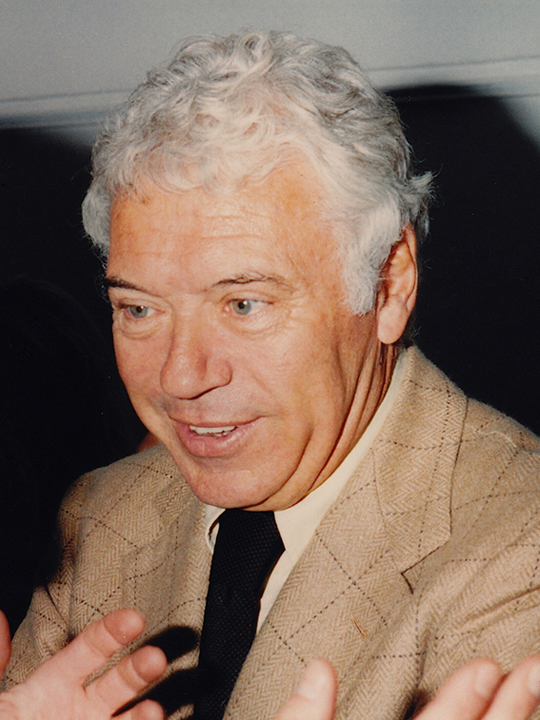
Nicola Pietrangeli, vincitore di quattro edizioni tra il 1959 e il 1966

La prima edizione, che prevedeva unicamente il torneo di singolare maschile, risale al 1905 e vide l'affermazione del britannico Geoffrey Smith. Due anni dopo, nel 1907, fu introdotto il doppio maschile. Nel 1910 si disputò la prima edizione del torneo di singolare femminile, organizzato fino al 1990, anno in cui si disputò anche l'ultimo torneo di doppio femminile, istituito per la prima volta nel 1928. Dal 1907 al 1910, dal 1912 al 1913 e nel 1919 il torneo di singolare maschile fu disputato due volte l'anno, con un'edizione primaverile e una autunnale. Tale formula riguardò anche il doppio maschile dal 1907 al 1910, dal 1912 al 1914, e nel 1919. Il torneo di singolare maschile fu appannaggio, nelle prime edizioni, dei tennisti stranieri. La prima affermazione di un italiano risale all'edizione autunnale del 1910 con l'affermazione di Eugenio Schioppa. Dopo l'affermazione della britannica G. A. Ramsome nell'edizione del 1910, il singolare femminile fu sospeso dal 1911 al 1921. Alla ripresa arrivò la prima vittoria di una tennista italiana, Maria Zezza, che in coppia con la britannica Lewin si affermò anche nella prima edizione del torneo di doppio femminile e nella prima edizione del doppio misto, nel 1924, in coppia con Carlo d'Avalos. Nel torneo maschile, dopo l'iniziale dominio straniero, i tennisti italiani iniziarono ad affermarsi con una certa continuità fino alla serie di quattro vittorie consecutive, tra il 1924 e il 1927, di Carlo d'Avalos, vincitore anche nel 1929, e le tre affermazioni tra il 1935 e il 1937 di Giovanni Palmieri.

### Dal Secondo Dopoguerra al 1995

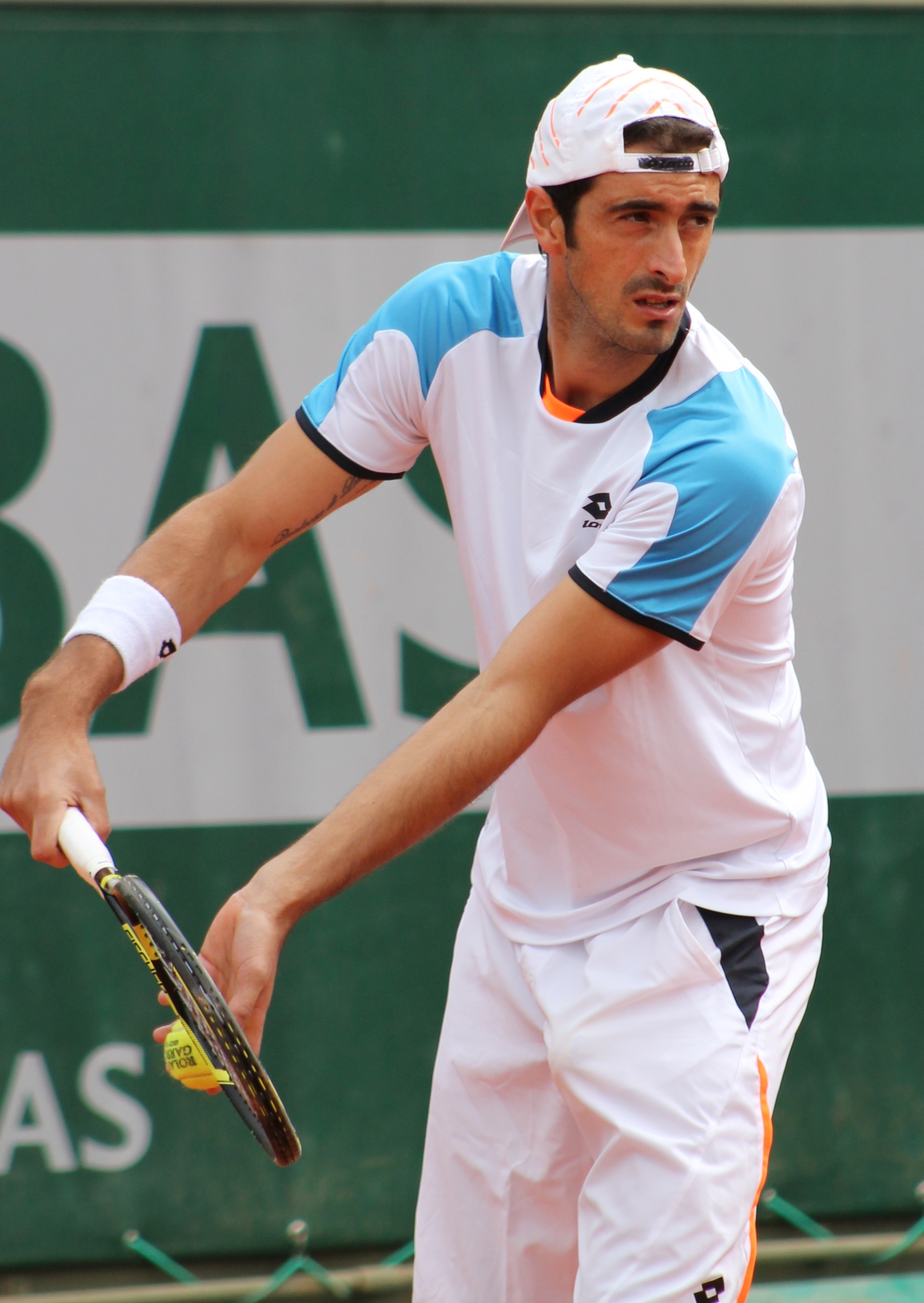
Potito Starace, vincitore nel 2006, 2007, 2008 e 2013

Dal 1939 al 1952, complici gli eventi della Seconda Guerra Mondiale, il torneo fu sospeso. Nel 1959 Nicola Pietrangeli vinse per la prima volta nel torneo maschile, ripetendosi nelle edizioni del 1961, 1964 e 1966. Nel 1970, con la vittoria di Ilie Nastase, arrivò la prima affermazione di un futuro numero uno del ranking mondiale. In campo femminile e nel doppio maschile, a partire dalla fine degli anni Cinquanta, si registrò dominio deli tennisti australiani: il torneo di singolare femminile vide affermarsi Thelma Long nel 1957, Lesley Turner nel 1963 e nel 1967, Robyn Ebbern nel 1964 ed Helen Gourlay nel 1968 mentre nel doppio maschile, tra 1959 e il 1967, ben sei edizioni furono vinte da coppie di tennisti provenienti dall'Australia. Negli anni Settanta il torneo visse di alterne fortune. Fu sospeso tra il 1971 e il 1974, prima di riprendere per un'unica edizione del singolare maschile nel 1975 ed essere nuovamente sospeso fino al 1978. Andò peggio negli anni Ottanta quando, dopo l'edizione del 1981 del torneo maschile, il torneo fu sospeso per quattordici anni. Nel 1990 andò in scena l'ultima edizione del torneo femminile con singolare e doppio, undici anni dopo la sospensione del 1979.

### Dal 1995 a oggi

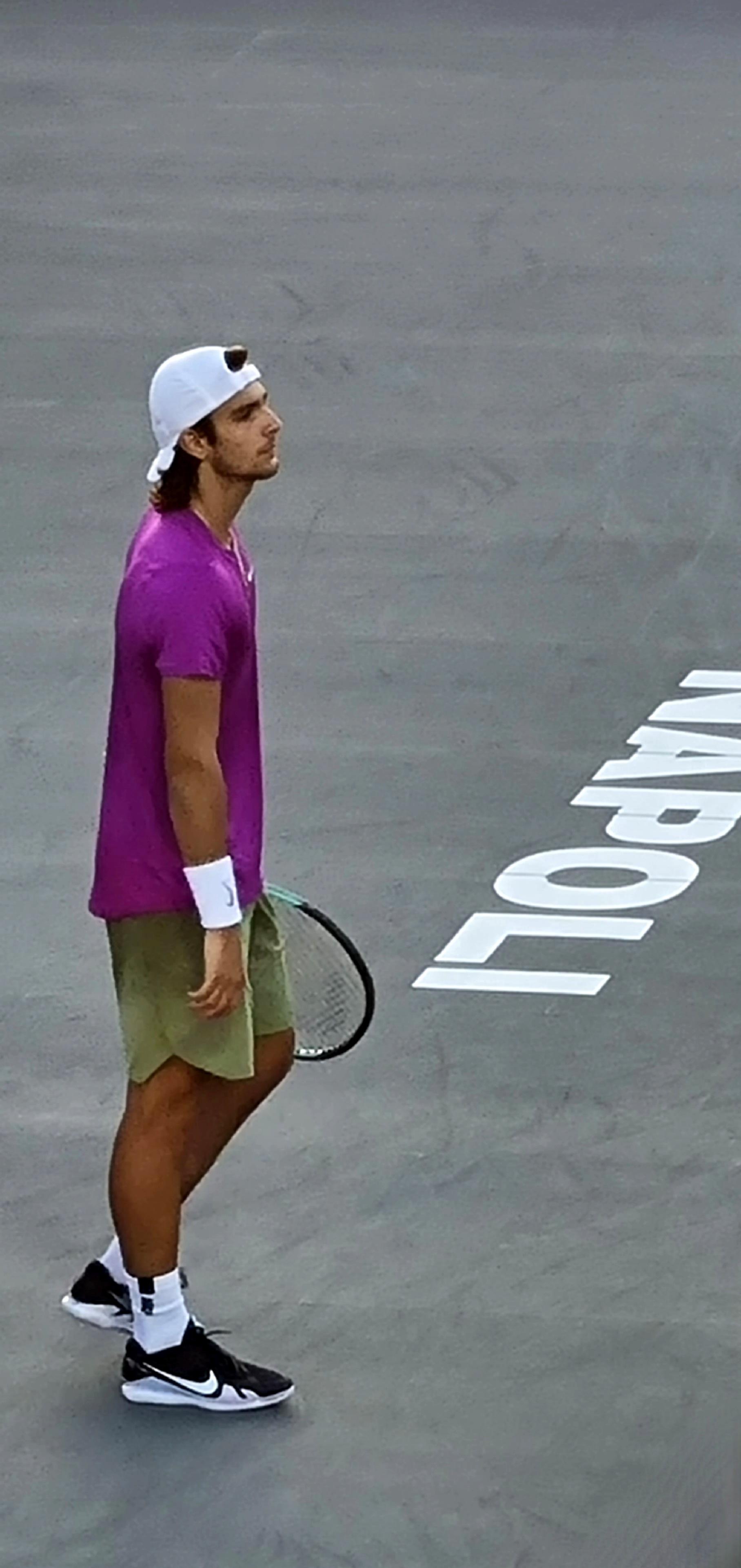
Lorenzo Musetti, vincitore del torneo singolare nel 2022

Riedito nel 1995 con l'inclusione nel circuito Challenger, il torneo ha rappresentato un appuntamento annuale per giovani tennisti in rampa di lancio. Sui campi in terra rossa del Tennis Club Napoli hanno figurato, tra gli altri, Thomas Johansson, Félix Mantilla, Juan Carlos Ferrero, David Ferrer, Richard Gasquet, vincitore delle edizioni 2003 e 2005, e Gustavo Kuerten. Nel primo decennio degli anni Duemila il risultato di quattro affermazioni nel torneo di singolare maschile è stato raggiunto anche da Potito Starace, vincitore dal 2006 al 2008 e nel 2013. Nel luglio 2022 è stato ufficializzato il passaggio dal circuito Challenger all'ATP 250, grazie ad una licenza annuale, con la transizione dalla terra rossa al cemento. Tale licenza era stata assegnata dall'ATP anche ad altri cinque tornei per sopperire alle cancellazioni di alcuni tornei del circuito maggiore dovute alla pandemia di COVID-19. La prima edizione del torneo nel formato ATP 250 è stata appannaggio di Lorenzo Musetti, trionfatore nella finale tutta italiana contro Matteo Berrettini. L'edizione del 2024, nuovamente parte del circuito Challenger, è stata vinta da Luca Nardi.

## Trofeo
Nato come Campionato Partenopeo, negli anni il torneo ha messo in palio differenti trofei, quali la Coppa Gordon Bennet (1907–1910 e 1937), la Coppa Reale (1912–1915), la Coppa del Municipio di Napoli (1926–1938), il Campionato dell'Europa Centrale (1937–1938), la Coppa Città di Napoli (1953–1970) e la Coppa Carlo d'Avalos (1970). A partire dal 1995 il torneo assegna la Tennis Napoli Cup.

## Punti e montepremi

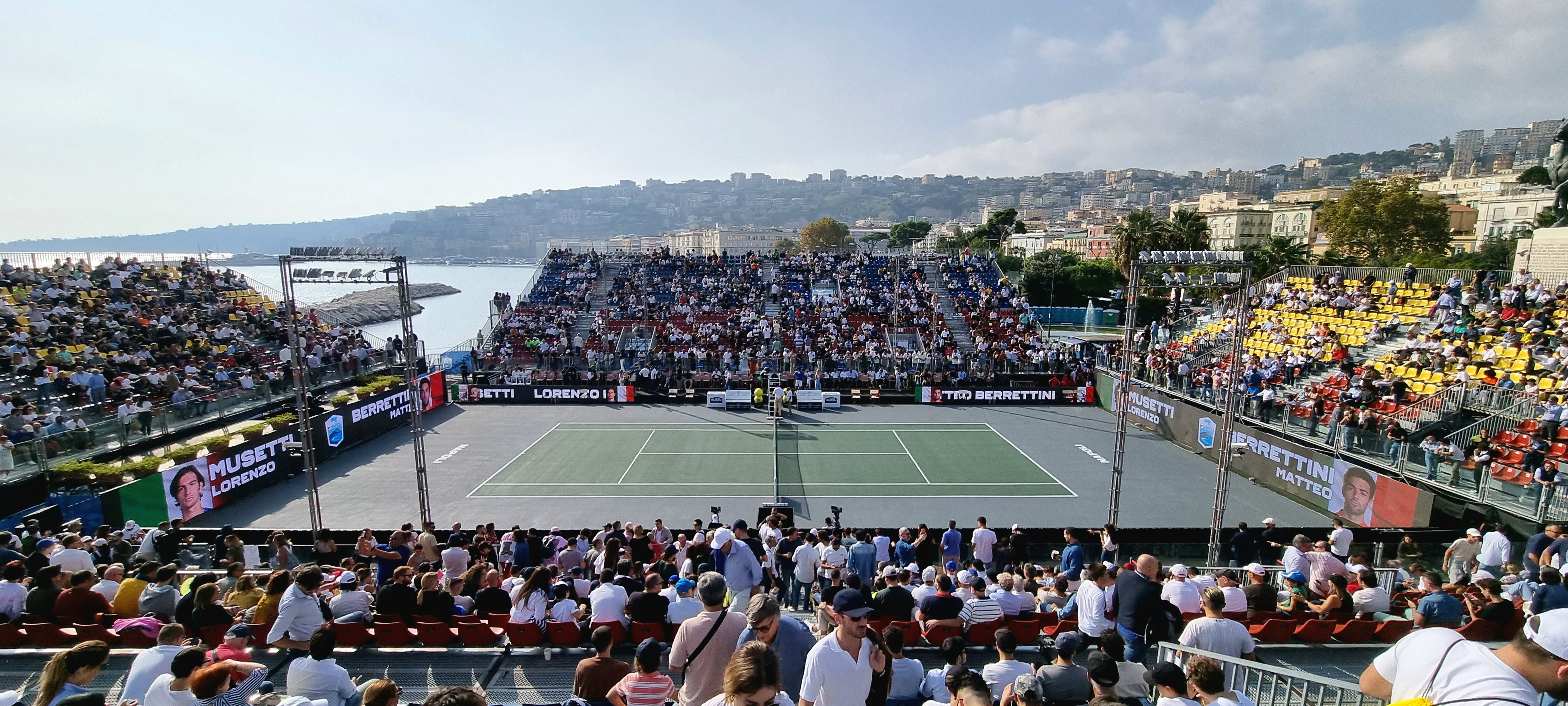
L'Arena del Tennis in occasione della finale del torneo singolare nel 2022

### Punti
I punti fanno riferimento a quanto il Tennis Napoli Cup è stato considerato di categoria ATP 250 (ovvero la stagione 2022).
| Evento             | V   | F   | SF | QF | 2T   | 1T | Q    | Q2   | Q1   |
| Singolare maschile | 250 | 150 | 90 | 45 | 20   | 0  | 12   | 6    | 0    |
| Doppio maschile    | 250 | 150 | 90 | 45 | N.D. | 0  | N.D. | N.D. | N.D. |

### Montepremi
| Evento             | V       | F       | SF      | QF      | 2T      | 1T     | Q2     | Q1     |
| Singolare maschile | 93000 $ | 54300 $ | 31925 $ | 18495 $ | 10740 $ | 6565 $ | 3280 $ | 1790 $ |
| Doppio maschile    | 32340 $ | 17300 $ | 10150 $ | 5670 $  | 3340 $  | N.D.   | N.D.   | N.D.   |

## Record

### Maschile
- Maggior numero di vittorie: Carlo d'Avalos, con 5 (1924, 1925, 1926, 1927, 1929)
- Vittorie consecutive: Carlo d'Avalos con 4 (1924, 1925, 1926, 1927)

### Femminile
- Maggior numero di vittorie: Maria Zezza con 4 (1922, 1924, 1925, 1926)
- Vittorie consecutive: Maria Zezza con 4 (1922, 1924, 1925, 1926)

## Albo d'oro
- Tennis Napoli Cup (singolare maschile)
- Tennis Napoli Cup (singolare femminile)
- Tennis Napoli Cup (doppio maschile)